# Грузия на летних Олимпийских играх 2000
Грузия принимала участие в Летних Олимпийских играх 2000 года в Сиднее (Австралия) в третий раз за свою историю и завоевала шесть бронзовых медалей. В сборную страны входили 36 спортсменов, из которых 9 женщин.

## 03!Бронза
- Бокс, мужчины — Владимир Чантурия
- Вольная борьба, мужчины — Эльдар Куртанидзе
- Греко-римская борьба, мужчины — Акакий Чачуа
- Греко-римская борьба, мужчины — Мухран Вахтангадзе
- Дзюдо, мужчины — Георгий Вазагашвили
- Тяжёлая атлетика, мужчины — Георгий Асанидзе

## Состав Олимпийской сборной Грузии

### Вольная борьба
Спортсменов — 6
| Спортсмен           | Вес       | Предварительный раунд               | Предварительный раунд         | Четвертьфиналы                 | Полуфиналы                       | За третье место                 | Финал              | Место |
| Спортсмен           | Вес       | Соперник Результат                  | Соперник Результат            | Соперник Результат             | Соперник Результат               | Соперник Результат              | Соперник Результат | Место |
| ------------------- | --------- | ----------------------------------- | ----------------------------- | ------------------------------ | -------------------------------- | ------------------------------- | ------------------ | ----- |
| Давид Погосян       | до 58 кг  | Ри Йонг Сам (PRK) поб. 2-1          | Андрей Фасанек (SVK) поб. 5-1 | Терри Брэндс (USA) пор. 2-4    | Не участвовал                    | Не участвовал                   | Не участвовал      | 5     |
| Отар Тушишвили      | до 63 кг  | Карлос Ортис (CUB) пор. 1-6         | Казуюки Мията (JPN) пор. 3-4  | Не участвовал                  | Не участвовал                    | Не участвовал                   | Не участвовал      | 15    |
| Эмзар Бединейшвили  | до 69 кг  | Амир Таваколян (IRI) пор. 4-5       | Даниэль Игали (CAN) пор. 0-3  | Не участвовал                  | Не участвовал                    | Не участвовал                   | Не участвовал      | 17    |
| Гурами Мичедлидзе   | до 76 кг  | Арпад Риттер (HUN) пор. 0-3         | Адам Берекет (TUR) пор. 0-3   | Не участвовал                  | Не участвовал                    | Не участвовал                   | Не участвовал      | 13    |
| Эльдар Куртанидзе   | до 97 кг  | Рикардас Паулюконис (LTU) поб. 11-1 | Арават Сабеев (GER) поб. 3-1  | Алиреза Хейдари (IRI) поб. 1-0 | Сагид Муртазалиев (RUS) пор. 1-3 | Марек Гармулевич (POL) поб. 4-1 | Не участвовал      |       |
| Александр Модебадзе | до 130 кг | Эфстатиос Топалидис (GRE) поб. 5-0  | Аббас Джадиди (IRI) пор. 0-4  | Не участвовал                  | Не участвовал                    | Не участвовал                   | Не участвовал      | 10    |

### Дзюдо
Спортсменов — 3
Соревнования по дзюдо проводились по системе на выбывание. В утешительные раунды попадали спортсмены, проигравшие полуфиналистам турнира. Два спортсмена, одержавших победу в утешительном раунде, в поединке за бронзу сражались с проигравшими в полуфинале.
Мужчины
| Спортсмен           | Категория | 1/32               | 1/16                                      | 1/8                                   | Четвертьфиналы                              | Полуфиналы         | Первый доп. раунд  | Утешительный четвертьфинал              | Утешительный полуфинал             | За 3 место Финал                         | Место |
| Спортсмен           | Категория | Соперник Результат | Соперник Результат                        | Соперник Результат                    | Соперник Результат                          | Соперник Результат | Соперник Результат | Соперник Результат                      | Соперник Результат                 | Соперник Результат                       | Место |
| ------------------- | --------- | ------------------ | ----------------------------------------- | ------------------------------------- | ------------------------------------------- | ------------------ | ------------------ | --------------------------------------- | ---------------------------------- | ---------------------------------------- | ----- |
| Георгий Вазагашвили | до 66 кг  |                    | Йорданис Аренсебия (CUB) поб. 1000 — 0001 | Педро Каравана (POR) поб. 1101 — 0010 | Джироламо Джовинаццо (ITA) пор. 0000 — 1010 | Не прошёл          |                    | Энрике Гимарайнш (BRA) поб. 1010 — 0000 | Хан Джихван (KOR) поб. 1100 — 0010 | Патрик ван Калкен (NED) поб. 0210 — 0110 |       |

| Соревнование | Спортсмены          | Первый раунд       | Второй раунд                         | 1/8 финала           | Четвертьфинал        | Полуфинал            | Финал                | Место |
| Соревнование | Спортсмены          | Соперник Результат | Соперник Результат                   | Соперник Результат   | Соперник Результат   | Соперник Результат   | Соперник Результат   | Место |
| ------------ | ------------------- | ------------------ | ------------------------------------ | -------------------- | -------------------- | -------------------- | -------------------- | ----- |
| до 60 кг     | Нестор Хергиани     | Не участвовал      | Чон Бугён (KOR) П 0001 — 1110        | Завершил выступление | Завершил выступление | Завершил выступление | Завершил выступление | —     |
| до 73 кг     | Георгий Ревазешвили | Не участвовал      | Андрей Штурбабин (UZB) П 0011 — 1001 | Завершил выступление | Завершил выступление | Завершил выступление | Завершил выступление | —     |

### Прыжки в воду
Спортсменов — 1
В индивидуальных прыжках в предварительных раундах складывались результаты квалификации и полуфинальных прыжков. По их результатам в финал проходило 12 спортсменов. В финале они начинали с результатами полуфинальных прыжков.
Женщины
| Спортсмен      | Соревнование | Квалификация | Квалификация | Полуфинал | Полуфинал | Всего     | Финал     | Финал     | Всего  | Место |
| Спортсмен      | Соревнование | Очков        | Место        | Очков     | Место     | Всего     | Очков     | Место     | Всего  | Место |
| -------------- | ------------ | ------------ | ------------ | --------- | --------- | --------- | --------- | --------- | ------ | ----- |
| Нана Небиридзе | вышка        | 252,09       | 26           | Не прошла | Не прошла | Не прошла | Не прошла | Не прошла | 252,09 | 26    |

### Стрельба
Спортсменов — 2
После квалификации лучшие спортсмены по очкам проходили в финал, где продолжали с очками, набранными в квалификации. В некоторых дисциплинах квалификация не проводилась. Там спортсмены выявляли сильнейшего в один раунд.
Женщины
| Спортсмен       | Соревнование   | Квалификация | Место | Финал     | Место     | Всего | Место |
| --------------- | -------------- | ------------ | ----- | --------- | --------- | ----- | ----- |
| Нино Салуквадзе | Пистолет, 10 м | 376          | 25    | Не прошла | Не прошла | 376   | 25    |
| Нино Учадзе     | Пистолет, 10 м | 375          | 28    | Не прошла | Не прошла | 375   | 28    |